# María Pérez Lacruz
María Pérez Lacruz (Terol, 3 de maig de 1917 - Paterna, 8 d'agost de 1942), més coneguda pel pseudònim de «La Jabalina» per provenir la seva família de la zona de Jabaloyas, va ser una militant anarquista valenciana, membre de les Federació Ibèrica de Joventuts Llibertàries des del 1934. Un tribunal militar la va condemnar a mort, va morir afusellada i ha esdevingut tot un símbol de la repressió franquista i de l'assenyalament. Fou l'última dona afusellada durant el franquisme al País Valencià.

## Biografia
Filla d'Isabel Lacruz Civera i Manuel Pérez de la Esperanza, el 1923 la família es va traslladar a Sagunt a la recerca de feina, atesa la gran conflictivitat que existia a Terol per les penoses condicions de vida dels treballadors del ferrocarril i la mineria. Des de jove, Pérez i els seus cinc germans van ajudar en l'economia familiar treballant en una parada de verdures i en la neteja d'una casa particular.
En declarar-se el cop d'Estat que va donar lloc a la Guerra Civil espanyola, i amb només dinou anys, Pérez es va incorporar a la Columna de Ferro a Sarrió a favor de la legalitat republicana, on va participar com a infermera en la creació d'un hospital al front de guerra. El 23 d'agost de 1936, durant la batalla de Terol, va ser ferida de bala en una cama a l'estació de ferrocarril de Puerto Escandón. Després de gairebé sis mesos a l'Hospital de València va romandre a la rereguarda, treballant en una fàbrica d'armament a Sagunt i, després, a Cieza, on es va traslladar un breu període per a treballar en una fàbrica siderúrgica. Acabada la guerra amb la victòria del bàndol feixista, va ser detinguda per la Guàrdia Civil el 23 d'abril de 1939, estant embarassada, per ordre de l'oficial en cap de la 24a Companyia Expedicionària:
| « | […] continuando en la labor de depuración del vecindario, tuvo conocimiento de que María Pérez Lacruz había prestado servicios en la llamada Columna de Hierro del ejército marxista, por lo que fue atentamente requerida y personada ante el que suscribe y legalmente interrogada contestó a las preguntas que se le hicieron. | » |

Després de prestar declaració en què se la va interrogar sobre qui estava amb ella a la Columna de Ferro i qui va cometre assassinats i robatoris a Sarrió, li van rapar els cabells i va ser exhibida pel poble, i després posada en llibertat. Va ser cridada a declarar novament a finals del mes de maig, negant-se a ratificar la declaració que li va ser llegida per un jutge militar al·legant que hi havia informació que no era certa. Va ser posada en llibertat i el dia següent, i el 31 de maig va ser arrestada i empresonada novament a la presó del Port de Sagunt sense cap acusació.
Més endavant, se li va instruir un plec de càrrecs per «auxili a la rebel·lió». En els informes demanats pel jutge instructor a les autoritats del Port de Sagunt i Cieza es va assenyalar Pérez com una dona amancebada, de «caràcter llibertí», «exaltada» i que mentre treballava a la siderúrgia participava públicament dels valors republicans i menyspreava el bàndol franquista. Mentre dirigents falangistes van assenyalar que «no ha participat en excessos», un veí la va acusar de la crema de l'església. Posteriorment, «El Rebollo», un home detingut en finalitzar la guerra acusat de ser el Cap de la Guàrdia Mòbil de la Columna de Ferro i autor de nombrosos assassinats, va declarar que Pérez havia participat en l'assalt a la presó de Castelló i en la mort de diversos guàrdies, en la mort del cònsol de Bolívia a València, malgrat que aquest mai no hi va ser, vuit sacerdots i un diputat, a més d'altres acusacions menors. El director de l'Hospital de València on va estar ingressada Pérez per ferides de guerra va certificar que, durant aquests crims, ella estava hospitalitzada per fractura de fèmur a conseqüència d'una ferida amb arma de foc i que, per tant, no havia pogut cometre els delictes.

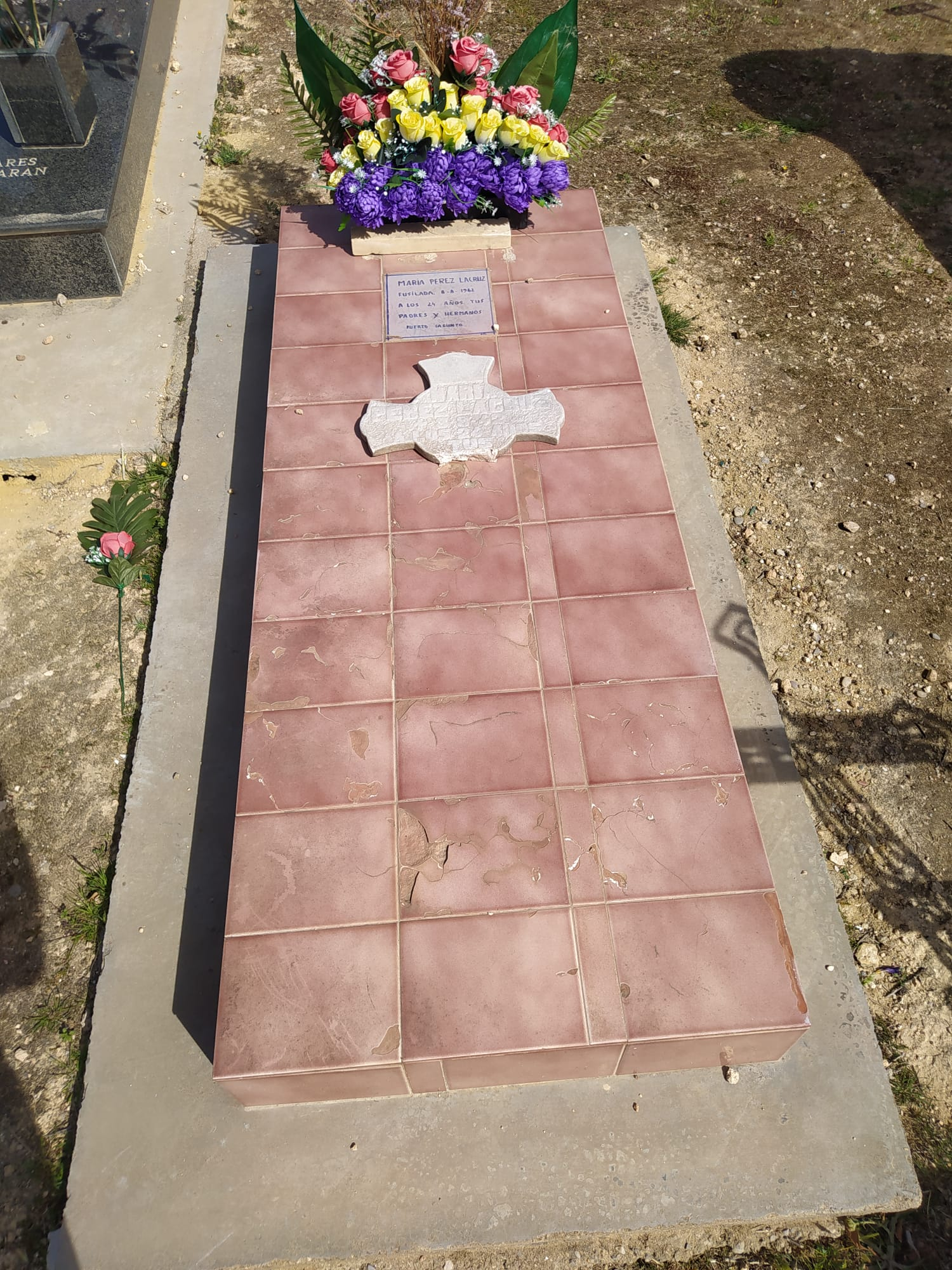
Tomba de María la Jabalina al cementeri de Paterna

El 4 de novembre va ser traslladada a l'Hospital de València per problemes de salut i per l'estat de gestació avançat. Va donar a llum el 9 de gener de 1940 i després va ser donada d'alta, però al seu fill no el va conèixer, ja que va ser robat i entregat en adopció sense el seu consentiment. Va tornar a la presó, als calabossos del Govern Civil de València, i més tard a la Presó Provincial de Dones de Santa Clara. Hi va romandre fins al seu ingrés a la presó de dones de València on les funcionàries van fer constar que era «soltera, amb un fill». El consell de guerra es va iniciar el 28 de juliol del 1942. L'acusació va assenyalar la comissió d'un delicte d'«adhesió a la rebel·lió» i va demanar la pena de mort.
La defensa va demanar una pena de sis anys i un dia per «auxili a la rebel·lió», negant que Pérez participés en cap crim i que la seva tasca va ser d'infermera a la Columna de Ferro. Després d'uns minuts, el tribunal es va reunir en secret i la va condemnar a mort pels delictes d'«adhesió a la rebel·lió» i «desafecció al Moviment Nacional». Va ser afusellada al cementiri de Paterna deu dies després al costat d'un grup de sis homes. La Jabalina a ser la darrera dona executada per la dictadura franquista, després d'un procés judicial plagat d'irregularitats i acusacions falses.

## Reconeixements
L'any 2003, l'Associació de Dones de Baladre «Trencant Silencis del Port de Sagunt» va dedicar un homenatge a les dones que van viure la repressió franquista, entre elles María la Jabalina. Al setembre d'aquell any es va sol·licitar que es dediqués un carrer o una plaça amb el seu nom. El carrer María Pérez Lacruz es troba al barri La Pinaeta de Sagunt.
Lola López, de la Companyia Hongaresa de Teatre, és l'autora, actriu i dramaturga de l'obra de teatre María la Jabalina, la historia de una joven miliciana, on narra la seva vida i ret homenatge a totes les dones represaliades que van lluitar pels seus ideals de llibertat. Aquesta obra es va crear a partir d'un encàrrec de la poeta Paca Aguirre amb l'objectiu d'explicar la història de les dones dels anys 1930.
L'any 2021, l'Ajuntament de Sagunt va encarregar a Cristina Durán i Miquel Ángel Giner la realització d'una novel·la gràfica que plasmés la vida de Maria Pérez Lacruz, l'obra que va ser editada l'any següent. El 2022, el podcast multimèdia d'À Punt El mur: els noms de la memòria va dedicar el seu tercer capítol a María Pérez Lacruz amb el títol «Maria la Javelina, la miliciana de Sagunt».